# Bourseville
Bourseville é uma comuna francesa na região administrativa de Altos da França, no departamento de Somme. Estende-se por uma área de 8,07 km². Em 2010 a comuna tinha 715 habitantes (densidade: 88,6 hab./km²).